# Die Wasserkinder

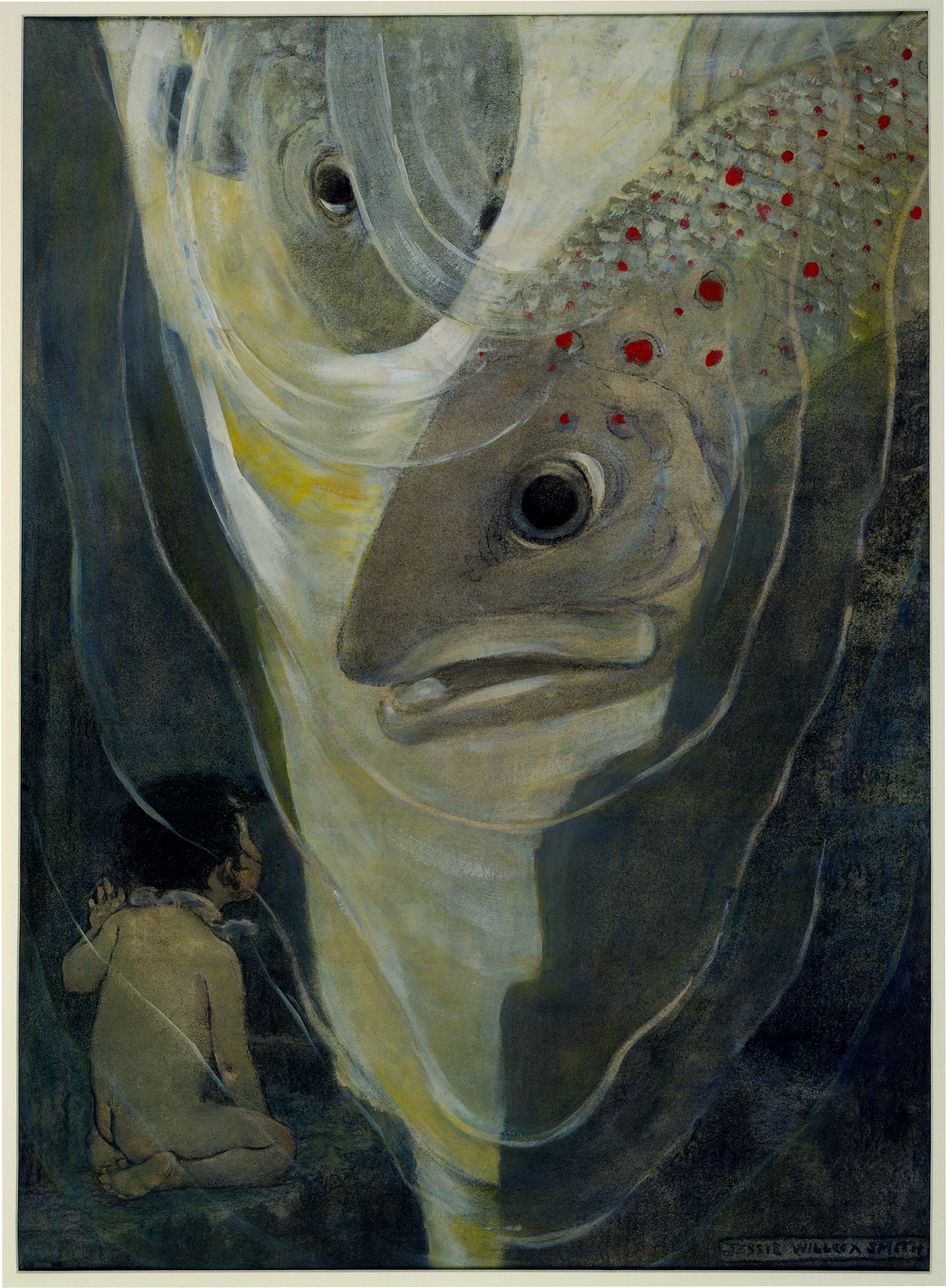
„Oh, don’t hurt me!“ cried Tom. „I only want to look at you; you are so handsome.“ Illustration von Jessie Wilcox Smith um 1916. Kohle, Wasserfarbe und Öl.

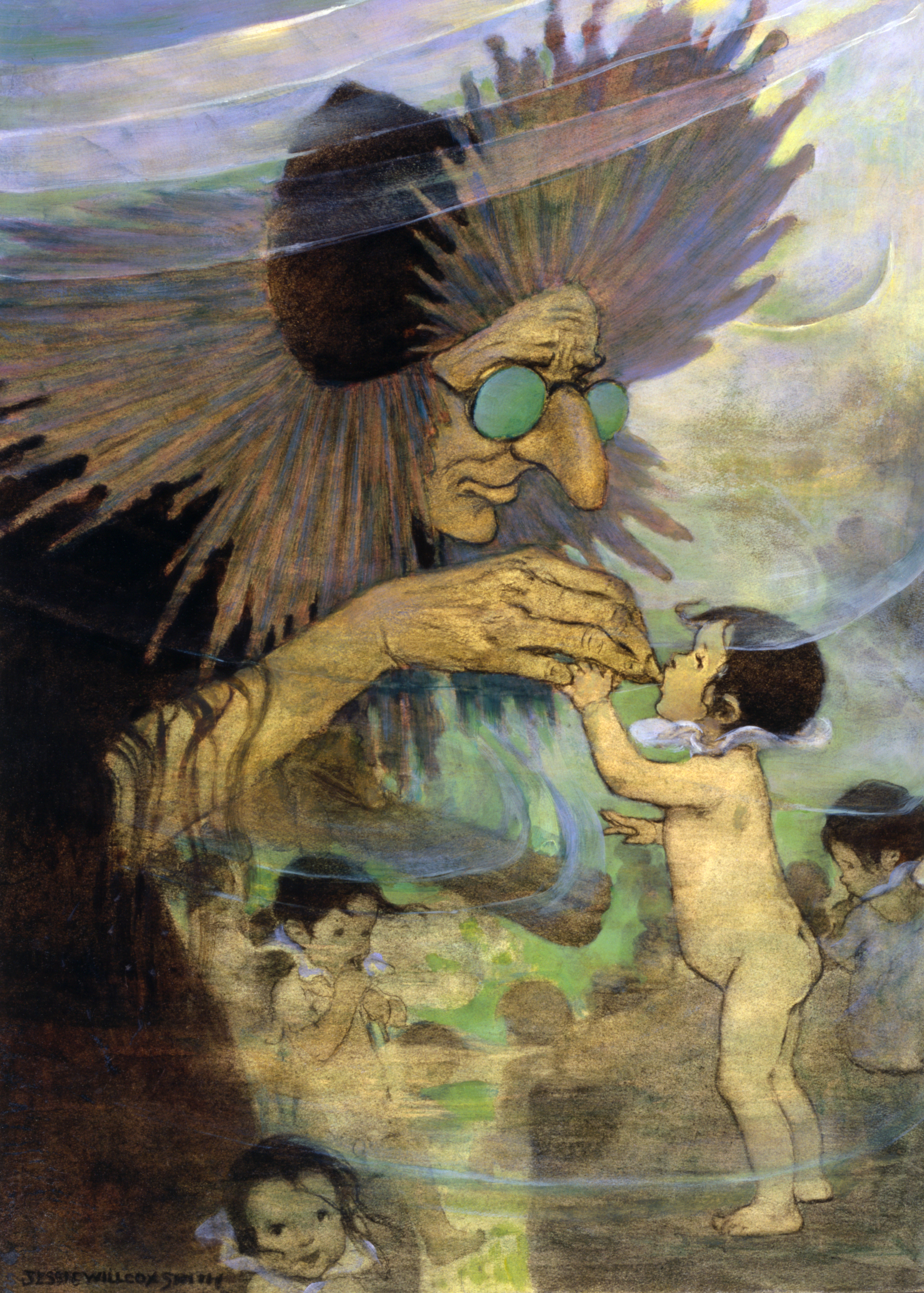
Mrs. Bedonebyasyoudid. Illustration von Jessie Willcox Smith um 1916. Kohle, Wasserfarbe und Öl.

Die Wasserkinder (englischer Originaltitel: The Water-Babies: A Fairy Tale for a Land-Baby) ist eine Kindergeschichte von Charles Kingsley. Sie wurde von August 1862 bis März 1863 als Fortsetzungsgeschichte im Macmillan's Magazine veröffentlicht und erschien 1863 in Buchform. Bis in die 1920er Jahre war das Buch sehr populär und gehörte zu den wichtigsten Werken der englischen Kinderliteratur. Die im Stil viktorianischer Romane verfasste Geschichte hat die Form eines didaktischen, moralischen Gleichnisses.

## Inhalt
Der kleine Schornsteinfeger Tom fällt in einen Fluss, nachdem er das reiche Mädchen Ellie kennengelernt hat und aus ihrem Haus gejagt wurde. Dort stirbt er und wird, wie ihm eine Köcherfliege verrät, in ein „Wasserkind“ verwandelt. Es beginnt seine religiöse Erziehung.
Für Tom beginnt eine Reihe von Abenteuern und Lehrstunden. Nachdem er sich als moralisches Wesen bewiesen hat, genießt er die Gesellschaft anderer Wasserkinder. Seine geistigen Führer in seiner neuen Welt sind die Elfen Mrs. Doasyouwouldbedoneby (Do–as–you–would–be–done–by) und Mrs. Bedonebyasyoudid (Be–done–by–as–you–did) sowie Mutter Carey. In der Woche wird Tom von Ellie unterrichtet, die ebenfalls in den Fluss gefallen ist.
Sein alter Meister Grimes ertrinkt ebenfalls. In seinem letzten Abenteuer reist Tom an das Ende der Welt, um Grimes zu helfen, der dort für seine Missetaten bestraft wird. Da Tom seine Bereitschaft zeigte, auch Dinge zu tun, die er nicht mag, einfach weil es die richtigen Dinge sind, die man tun muss, wird er in einen Menschen zurückverwandelt. Er wird ein „großer Wissenschaftler“, der „Eisenbahnen, Dampfmaschinen, Telegraphen, Büchsen und so weiter“ entwerfen kann. Tom und Ellie sind wieder vereint.

## Interpretation
Die Geschichte handelt von christlicher Erlösung. Kingsley verwendet seine Geschichte jedoch auch dazu, aufzuzeigen, dass England seine Armen schlecht behandelt, und stellt die Praxis der Kinderarbeit in Frage. Die wenigsten Leser erkennen, dass das Buch teilweise sowohl eine Satire als auch eine ernste Kritik an den engstirnigen Erwiderungen mancher Wissenschaftler seiner Zeit auf die Darwinsche Evolutionstheorie war. In einem Brief vom 18. November 1859 drückte Kingsley seine Bewunderung für Charles Darwins Werk On the Origin of Species aus.

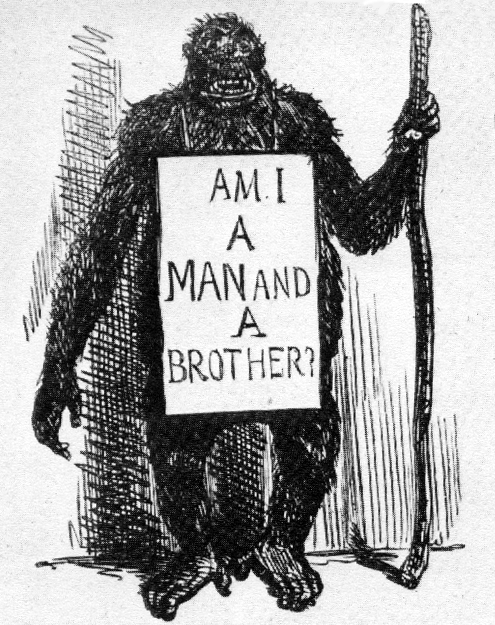
Illustration „Am I a man and a brother?“ des Spottgedichtes „Monkeyana“ (Punch, Mai 1861)

In der Geschichte vertritt Kingsley beispielsweise die Auffassung, dass niemand berechtigt sei, zu behaupten, dass etwas nicht existiere, nur weil es noch niemand gesehen hat (wie beispielsweise die menschliche Seele oder ein Wasserkind):

»But there are no such things as water-babies.« How do you know that? Have you been there to see? And if you had been there to see, and had seen none, that would not prove that there were none.

„»Aber es gibt keine Wasserkinder!« Woher weißt du das? Hast du sie schon gesucht? Wenn du sie auch gesucht und keine gefunden hast, das ist noch kein Beweis dafür, dass es keine gibt.“

Tom und Ellie stoßen auf ein Buch, das die Geschichte der „großen und berühmten Nation »Doasyoulikes« aus dem Land Schufterei“ erzählt, die ihr Land verlassen, um ein ausgelassenes Leben zu führen und tun, was immer ihnen gefällt (do–as–you–likes). Sie verlieren schließlich die Fähigkeit zum Sprechen und degenerieren zu Gorillas. Als der afrikanische Entdecker Paul Belloni Du Chaillu auf den letzten Überlebenden stößt, erinnert sich der Gorilla an seine menschliche Herkunft. Er versucht zu fragen: „Bin ich nicht ein Mensch und Bruder?“. Es entfährt ihm jedoch nur ein „Ubboboo“, woraufhin ihn Du Chaillu erschießt.

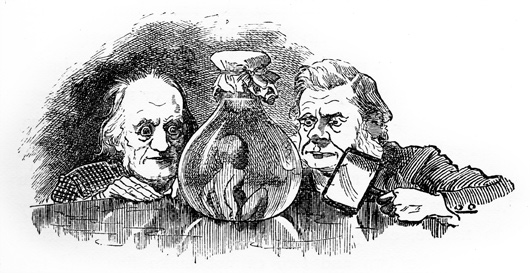
Richard Owen und Thomas Henry Huxley untersuchen ein Wasserkind. Illustration von Edward Linley Sambourne in der Auflage von 1885.

Im Sommer 1860 besuchte Kingsley zum ersten Mal eine Tagung der British Association for the Advancement of Science, die in Oxford stattfand. Dort wurde er Zeuge des beginnenden Streites zwischen Richard Owen und Thomas Henry Huxley. Bei der sogenannten „Hippocampus-Debatte“ stritten die beiden Professoren darum, ob gewisse Gehirnstrukturen, insbesondere der „Hippocampus minor“, sowohl beim Menschen als auch den Affen vorhanden sind. Owen behauptete, dass diese Strukturen nur beim Menschen ausgebildet seien. Er leitete daraus eine besondere Stellung des Menschen im Tierreich ab und verneinte eine Verwandtschaftsbeziehung des Menschen mit den Affen. Kingsley erschuf für seine Geschichte die Figur des Professors Ptthmllnsprts (Put–them–all–in–spirits), die beide Kontrahenten versinnbildlicht, und spottete über das Große Flusspferd (Hippopotamus major) im Gehirn. Die Neuillustration der Geschichte durch Edward Linley Sambourne in der Auflage von 1885 zeigt Huxley und Owen, die ein gefangenes Wasserkind untersuchen.
Neben Darwin, Huxley und Owen werden weitere namhafte Wissenschaftler wie beispielsweise Roderick Murchison, Michael Faraday und Adam Sedgwick in der Geschichte erwähnt.

## Adaptationen
Die Geschichte wurde 1978 unter dem Titel The Water Babies mit James Mason, Bernard Cribbins und Billie Whitelaw verfilmt. Die deutsche Synchronisation Wasserkinder hatte am 4. Dezember 1981 in der DDR Premiere. Die Handlung des Filmes hat jedoch kaum Ähnlichkeit mit dem Inhalt des Buches. Das ZDF zeigte Monate später eine eigene Fassung unter dem Titel Der kleine Schornsteinfeger auf dem Meeresgrund – diese erschien auch auf DVD.
1902 wurde die Geschichte im Londoner Garrick Theatre als Musical mit Texten von Rutland Barrington und Musik von Frederick Rosse, Albert Fox und Alfred Cellier aufgeführt. 2003 wurde sie als Bühnenstück von Jason Carr und Gary Yershon im Chichester Festival Theatre unter der Regie von Jeremy Sams gezeigt.

## Ausgaben
Erstveröffentlichung
- The water-babies: A fairy tale for a land-baby. In: Macmillan's Magazine. Band 6–7, Macmillan and Co., Cambridge 1862–1863:
  - Band 6, August 1862, Kapitel I, S. 273–283 (Digitalisat).
  - Band 6, September 1862, Kapitel II, S. 353–363 (Digitalisat).
  - Band 6, Oktober 1862, Kapitel III, S. 433–444 (Digitalisat).
  - Band 7, November 1862, Kapitel IV, S. 1–13 (Digitalisat).
  - Band 7, Dezember 1862, Kapitel V, S. 95–105 (Digitalisat).
  - Band 7, Januar 1863, Kapitel VI, S. 209–218 (Digitalisat).
  - Band 7, Februar 1863, Kapitel VII, S. 316–327 (Digitalisat).
  - Band 7, März 1863, Kapitel VIII, S. 383–392 (Digitalisat).

Originalausgaben
- Macmillan and Co., London / Cambridge 1863 (Digitalisat) – mit Zeichnungen von Joseph Noel Paton.
  - T. O. H. P. Burnham, Boston 1864 (Digitalisat).

Deutsche Ausgaben (Auswahl)
- Die kleinen Wasserkinder: ein Feenmärchen für ein kleines Landkind. Wartig, Leipzig 1880. Deutsch von Eduard Prätorius
- Die Wasserkinder. Westermann, Braunschweig 1912. Aus dem Englischen übersetzt von Eugenie Hoffmann und Rose Wenner; mit 28 schwarzen Textbildern u. 4 mehrfarbigen Vollbildern von Hugo Krayn (1885–1919) online
- Die Wasserkinder: Ein Märchen. Trautmann, Hamburg 1947. Übersetzung von Karl Waentig, Zeichnungen von Erich Grandeit
- Die Wasserkinder – Eine Mär von Fluß und Meer. Volker Verlag, Köln 1947. Ins Deutsche übertragen von Wilhelm Tholen, Umschlag und Textzeichnungen von Ulla Hebbinghaus
- Anna Valeton: Bei den Wasserkindern: der Märchengeschichte von Charles Kingsley frei nacherzählt. Herder, Freiburg 1953. Mit Bildern von Marianne Scheel
- Die Wasserkinder. Sauerländer Verlag, 1986. Übersetzt von Helga Pfetsch, mit Illustrationen von Susan Rowe. ISBN 3-7941-2258-5

## Nachweise